# MP6

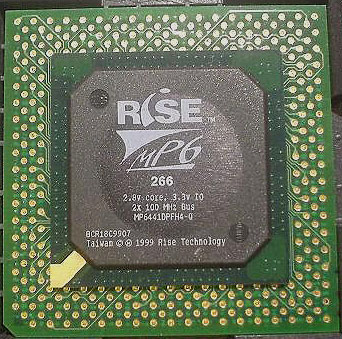
O microprocessador MP6 da Rise Technology.

O MP6 foi um microprocessador projetado pela Rise Technology para competir com a linha Pentium da Intel.  A empresa gastou 5 anos desenvolvendo o processador. Anunciado em 1998, o chip nunca alcançou
grande aceitação, e a Rise silenciosamente saiu do mercado em dezembro do ano seguinte. Assim como as empresas similares Cyrix e IDT, a Rise chegou a conclusão que não era capaz de competir com a Intel e AMD.
A SiS licenciou a tecnologia MP6, e a usou no SiS550, um sistema-em-um-chip que integrou a CPU MP6, as pontes norte e sul, som e vídeo em um único chip. O SiS550 chegou a ser usado em alguns modelos de PCs compactos e em dispositivos domésticos como tocadores de DVD.